# Arif Abdullah Sagran

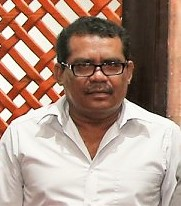
Arif Abdullah Sagran (2020)

Arif Abdullah Sagran (* 6. April 1971) ist ein führender Vertreter des Islams in Osttimor. Er ist Präsident des Zentrums der Islamischen Gemeinde in Osttimor (CENCITIL).
In Indonesien besuchte er die Darunnajah Islamic Boarding School (Jakarta) und von 1996 bis 2000 die University of Indonesia (Lembang).
Sagran war mehrere Jahre bis 2017 Kommissar der Nationalen Wahlkommission (CNE).
Er ist seit 1999 verheiratet.